# Sharyginite
La sharyginite (simbolo IMA: Syg) è un minerale raro del supergruppo della perovskite, all'interno del quale viene collocato nel gruppo delle perovskiti non stechiometriche e da lì al sottogruppo della brownmillerite; appartiene alla famiglia minerale degli "ossidi e idrossidi" e possiede composizione chimica Ca3TiFe2O8.

## Etimologia e storia
La sharyginite è stata chiamata così in onore di Victor Victorovich Sharygin del "Sobolev Institute of Geology and Mineralogy" di Novosibirsk (Russia), mineralogista ed esperto di rocce alcaline e pirometamorfiche. Ha lavorato su campioni di xenoliti con sharyginite provenienti da Eifel e ha pubblicato alcuni dati preliminari sul minerale.
La sua località tipo è in Germania, nella cava "Caspar" (50.35252°N 7.2335°E).

## Classificazione
La sharyginite è stata approvata dall'Associazione Mineralogica Internazionale (IMA) come specie minerale a sé nel 2018, pertanto non è elencata nella classica nona edizione della sistematica dei minerali di Strunz, aggiornata dall'IMA fino al 2009.
Il minerale è presente nell'edizione successiva, proseguita dal database "mindat.org" e chiamata Classificazione Strunz-mindat, dove si trova nella classe "4. Ossidi (idrossidi, V[5,6] vanadati, arseniti, antimoniti, bismutiti, solfiti, seleniti, telluriti, iodati)" e nella sottoclasse "4.A Metallo:Ossigeno = 2:1 e 1:1"; questa viene ulteriormente suddivisa in base al rapporto metallo/ossigeno presente nel composto e alla dimensione dei cationi coinvolti, in modo tale da trovare la sharyginite nella sezione "4.AC M:O = 1:1 (e fino a 1:1,25); con cationi di grande dimensione (± cationi più piccoli)" dove insieme a brownmillerite, shulamitite e srebrodolskite forma il sistema nº 4.AC.10.

## Abito cristallino
La sharyginite cristallizza nel sistema ortorombico con il gruppo spaziale Pmc21 (gruppo nº 26) con i parametri reticolari a = 5,4262(4) Å, b = 11,1468(7) Å e c = 5,5308(3) Å, oltre a 2 unità di formula per cella unitaria.

## Origine e giacitura
La sharyginite è stata trovata in xenoliti calcarei metamorfizzati termicamente in basalto alcalino (per quanto riguarda campioni trovati in Germania e Austria) o ignimbite (per campioni provenienti dal Caucaso settentrionale), in rocce pirometamorfiche (dall'Israele) e rocce metacarbonatiche in discariche bruciate dall'estrazione del carbone (dal bacino di Donec'k). La paragenesi è con fluorellestadite, cuspidina, brownmillerite, rondorfite, larnite, clormayenite-wadalite, rankinite, magnesioferrite, perovskite e fluorite.
La sharyginite è un minerale piuttosto raro ed è stato trovato solo in pochi siti sparsi per il mondo. In Germania ci sono la cava "Caspar", che è la località tipo, nei pressi di Ettringen e Hohenfels-Essingen (entrambi in Renania-Palatinato).
Altri luoghi sono: Klöch (Austria); Verőce (Ungheria); nel governatorato di Gerusalemme (Palestina); ad Arad (Israele); in Cabardino-Balcaria (Russia); nell'oblast' di Donec'k (Ucraina).

## Forma in cui si presenta in natura
La sharyginite si presenta in cristalli con dimensioni fino a 200 μm. La lucentezza è semi metallica e il colore è marrone scuro; sulla mattonella di prova lascia uno striscio marrone.